# FIBA Europe League 2003-2004
La FIBA Europe League 2003-2004 è stata la prima edizione dell'EuroChallenge, conosciuta come FIBA Europe League, organizzato dalla FIBA Europe. In tutto hanno partecipato 30 squadre provenienti da 17 paesi.
La coppa è stata vinta dall'UNICS Kazan'.

## Squadre partecipanti
| Paese                | # squadre | Squadre          | Squadre            | Squadre        | Squadre      |
| -------------------- | --------- | ---------------- | ------------------ | -------------- | ------------ |
| Russia               | 4         | Ural Great Perm' | UNICS Kazan'       | Chimki         | Dinamo Mosca |
| Ucraina              | 3         | B.K. Kiev        | Azov. Mariupol'    | Odessa         |              |
| Francia              | 3         | Le Havre         | Racing Parigi      | Nancy          |              |
| Grecia               | 3         | Peristeri        | Maroussi           | Aris Salonicco |              |
| Israele              | 2         | Hapoel Tel Aviv  | Ironi Nahariya     |                |              |
| Belgio               | 2         | Base Oostende    | Dexia Mons-Hainaut |                |              |
| Polonia              | 2         | Włocławek        | Polonia Varsavia   |                |              |
| Serbia e Montenegro  | 2         | Hemofarm Vršac   | Vojvodina          |                |              |
| Estonia              | 1         | Pirita           |                    |                |              |
| Lettonia             | 1         | Skonto Rīga      |                    |                |              |
| Lituania             | 1         | Alytaus Alita    |                    |                |              |
| Germania             | 1         | GHP Bamberg      |                    |                |              |
| Cipro                | 1         | AEL Limassol     |                    |                |              |
| Finlandia            | 1         | Espoon Honka     |                    |                |              |
| Turchia              | 1         | Türk Telekom     |                    |                |              |
| Rep. Ceca            | 1         | ECM Nymburk      |                    |                |              |
| Bosnia ed Erzegovina | 1         | Široki           |                    |                |              |

## Stagione regolare

### Gruppo A
|    | Squadre         | Pt | V  | P  | PF    | PS    | Diff |
| -- | --------------- | -- | -- | -- | ----- | ----- | ---- |
| 1. | UNICS Kazan'    | 23 | 11 | 1  | 1.058 | 804   | +204 |
| 2. | Azov. Mariupol' | 19 | 7  | 5  | 919   | 875   | +44  |
| 3. | Türk Telekom    | 18 | 6  | 6  | 899   | 914   | -15  |
| 4. | Base Oostende   | 18 | 6  | 6  | 979   | 1.000 | -21  |
| 5. | Široki          | 18 | 6  | 6  | 899   | 952   | -53  |
| 6. | Le Havre        | 16 | 4  | 8  | 797   | 890   | -93  |
| 7. | Alytaus Alita   | 14 | 2  | 10 | 852   | 968   | -116 |

### Gruppo B
|    | Squadre            | Pt | V | P | PF  | PS  | Diff |
| -- | ------------------ | -- | - | - | --- | --- | ---- |
| 1. | Włocławek          | 21 | 9 | 3 | 902 | 867 | +35  |
| 2. | Hemofarm Vršac     | 20 | 8 | 4 | 960 | 882 | +78  |
| 3. | AEL Limassol       | 19 | 7 | 5 | 842 | 840 | +2   |
| 4. | Chimki             | 18 | 6 | 6 | 972 | 968 | +4   |
| 5. | Peristeri          | 17 | 5 | 7 | 914 | 948 | -34  |
| 6. | Racing Parigi      | 16 | 4 | 8 | 885 | 946 | -61  |
| 7. | Dexia Mons-Hainaut | 15 | 3 | 9 | 897 | 921 | -24  |

### Gruppo C
|    | Squadre          | Pt | V  | P  | PF    | PS    | Diff |
| -- | ---------------- | -- | -- | -- | ----- | ----- | ---- |
| 1. | Ural Great Perm' | 25 | 11 | 3  | 1.253 | 1.064 | +189 |
| 2. | Hapoel Tel Aviv  | 24 | 10 | 4  | 1.154 | 990   | +164 |
| 3. | GHP Bamberg      | 24 | 10 | 4  | 1.045 | 1.053 | -8   |
| 4. | Aris Salonicco   | 23 | 9  | 5  | 1.171 | 1.072 | +99  |
| 5. | Polonia Varsavia | 21 | 7  | 7  | 1.145 | 1.156 | -11  |
| 6. | B.K. Kiev        | 19 | 5  | 9  | 1.046 | 1.107 | -61  |
| 7. | Skonto Rīga      | 17 | 3  | 11 | 1.031 | 1.193 | -162 |
| 8. | Espoon Honka     | 15 | 1  | 13 | 941   | 1.151 | -210 |

### Gruppo D
|    | Squadre        | Pt | V  | P  | PF    | PS    | Diff |
| -- | -------------- | -- | -- | -- | ----- | ----- | ---- |
| 1. | Dinamo Mosca   | 25 | 11 | 3  | 1.233 | 1.090 | +143 |
| 2. | Ironi Nahariya | 25 | 11 | 3  | 1.251 | 1.134 | +117 |
| 3. | Maroussi       | 24 | 10 | 4  | 1.161 | 1.037 | +124 |
| 4. | Vojvodina      | 23 | 9  | 5  | 1.193 | 1.115 | +78  |
| 5. | ECM Nymburk    | 20 | 6  | 8  | 1.172 | 1.179 | -7   |
| 6. | Nancy          | 19 | 5  | 9  | 1.107 | 1.148 | -41  |
| 7. | Odessa         | 17 | 3  | 11 | 1.084 | 1.182 | -98  |
| 8. | Pirita         | 15 | 1  | 13 | 984   | 1.300 | -316 |

## Ottavi di finale
| Squadra 1        | Serie | Squadra 2       | Gara 1   | Gara 2  | Gara 3 * |
| ---------------- | ----- | --------------- | -------- | ------- | -------- |
| Vojvodina        | 0 - 2 | UNICS Kazan'    | 67 - 77  | 73 - 85 |          |
| Maroussi         | 2 - 0 | Azov. Mariupol' | 76 - 70  | 88 - 84 |          |
| Türk Telekom     | 0 - 2 | Ironi Nahariya  | 78 - 101 | 75 - 98 |          |
| Base Oostende    | 0 - 2 | Dinamo Mosca    | 74 - 94  | 70 - 72 |          |
| Aris Salonicco   | 2 - 0 | Włocławek       | 96 - 85  | 98 - 92 |          |
| GHP Bamberg      | 0 - 2 | Hemofarm Vršac  | 66 - 80  | 70 - 79 |          |
| AEL Limassol     | 0 - 2 | Hapoel Tel Aviv | 66 - 87  | 73 - 89 |          |
| Ural Great Perm' | 2 - 1 | Chimki          | 100 - 94 | 79 - 85 | 88 - 67  |

## Quarti di finale
| Squadra 1        | Serie | Squadra 2      | Gara 1  | Gara 2   | Gara 3 * |
| ---------------- | ----- | -------------- | ------- | -------- | -------- |
| Hemofarm Vršac   | 1 - 2 | UNICS Kazan'   | 52 - 76 | 71 - 70  | 58 - 87  |
| Maroussi         | 2 - 1 | Aris Salonicco | 85 - 76 | 93 - 101 | 99 - 90  |
| Ural Great Perm' | 2 - 1 | Ironi Nahariya | 96 - 81 | 77 - 89  | 81 - 73  |
| Hapoel Tel Aviv  | 2 - 0 | Dinamo Mosca   | 92 - 82 | 83 - 80  |          |

## Final Four
Dal 22 al 24 aprile 2004 a Kazan'
|  | Semifinali       | Semifinali       | Semifinali |          |              | Finale           | Finale           | Finale          |  |
|  |                  |                  |            |          |              |                  |                  |                 |  |
|  | UNICS Kazan'     | UNICS Kazan'     | 93         |          |              |                  |                  |                 |  |
|  | UNICS Kazan'     | UNICS Kazan'     | 93         |          |              |                  |                  |                 |  |
|  | Ural Great Perm' | Ural Great Perm' | 68         |          |              |                  |                  |                 |  |
|  | Ural Great Perm' | Ural Great Perm' | 68         |          | UNICS Kazan' | UNICS Kazan'     | 87               |                 |  |
|  |                  |                  |            |          | UNICS Kazan' | UNICS Kazan'     | 87               |                 |  |
|  |                  |                  | Maroussi   | Maroussi | 63           |                  |                  |                 |  |
|  | Maroussi         | Maroussi         | Maroussi   | Maroussi | 63           | 92               |                  |                 |  |
|  | Maroussi         | Maroussi         |            |          |              | 92               |                  |                 |  |
|  | Hapoel Tel Aviv  | Hapoel Tel Aviv  | 64         |          |              | Finale 3º posto  | Finale 3º posto  | Finale 3º posto |  |
|  | Hapoel Tel Aviv  | Hapoel Tel Aviv  | 64         |          |              |                  |                  |                 |  |
|  |                  |                  |            |          |              |                  |                  |                 |  |
|  |                  |                  |            |          |              | Ural Great Perm' | Ural Great Perm' | 104             |  |
|  |                  |                  |            |          |              | Ural Great Perm' | Ural Great Perm' | 104             |  |
|  |                  |                  |            |          |              | Hapoel Tel Aviv  | Hapoel Tel Aviv  | 112             |  |

| FIBA Europe League 2003-2004 |
| ---------------------------- |
| UNICS Kazan' 1º titolo       |

## Squadra vincitrice
| N° | Naz.                   | Ruolo | Sportivo             |  | Alt. |  |
| -- | ---------------------- | ----- | -------------------- |  | ---- |  |
| 4  | Ucraina (bandiera)     | AG    | Mykola Chrjapa       |  | 206  |  |
| 5  | Russia (bandiera)      | AP    | Viktor Kejru         |  | 200  |  |
| 6  | Russia (bandiera)      | G     | Aleksandr Miloserdov |  | 194  |  |
| 7  | Russia (bandiera)      | G     | Valentin Kubrakov    |  | 195  |  |
| 8  | Lituania (bandiera)    | AP    | Saulius Štombergas   |  | 202  |  |
| 9  | Bielorussia (bandiera) | G     | Pëtr Samojlenko      |  | 187  |  |
| 10 | Australia (bandiera)   | C     | Chris Anstey         |  | 213  |  |
| 11 | Lituania (bandiera)    | C     | Eurelijus Žukauskas  |  | 218  |  |
| 12 | Stati Uniti (bandiera) | GA    | LaMarr Greer         |  | 196  |  |
| 13 | Estonia (bandiera)     | AG    | Martin Müürsepp      |  | 208  |  |
| 14 | Russia (bandiera)      | AP    | Aleksej Zozulin      |  | 199  |  |
| 15 | Russia (bandiera)      | G     | Alexey Lobanov       |  | 193  |  |
|    | Russia (bandiera)      | All.  | Stanislav Erëmin     |  |      |  |